# Ranunculetum circinati

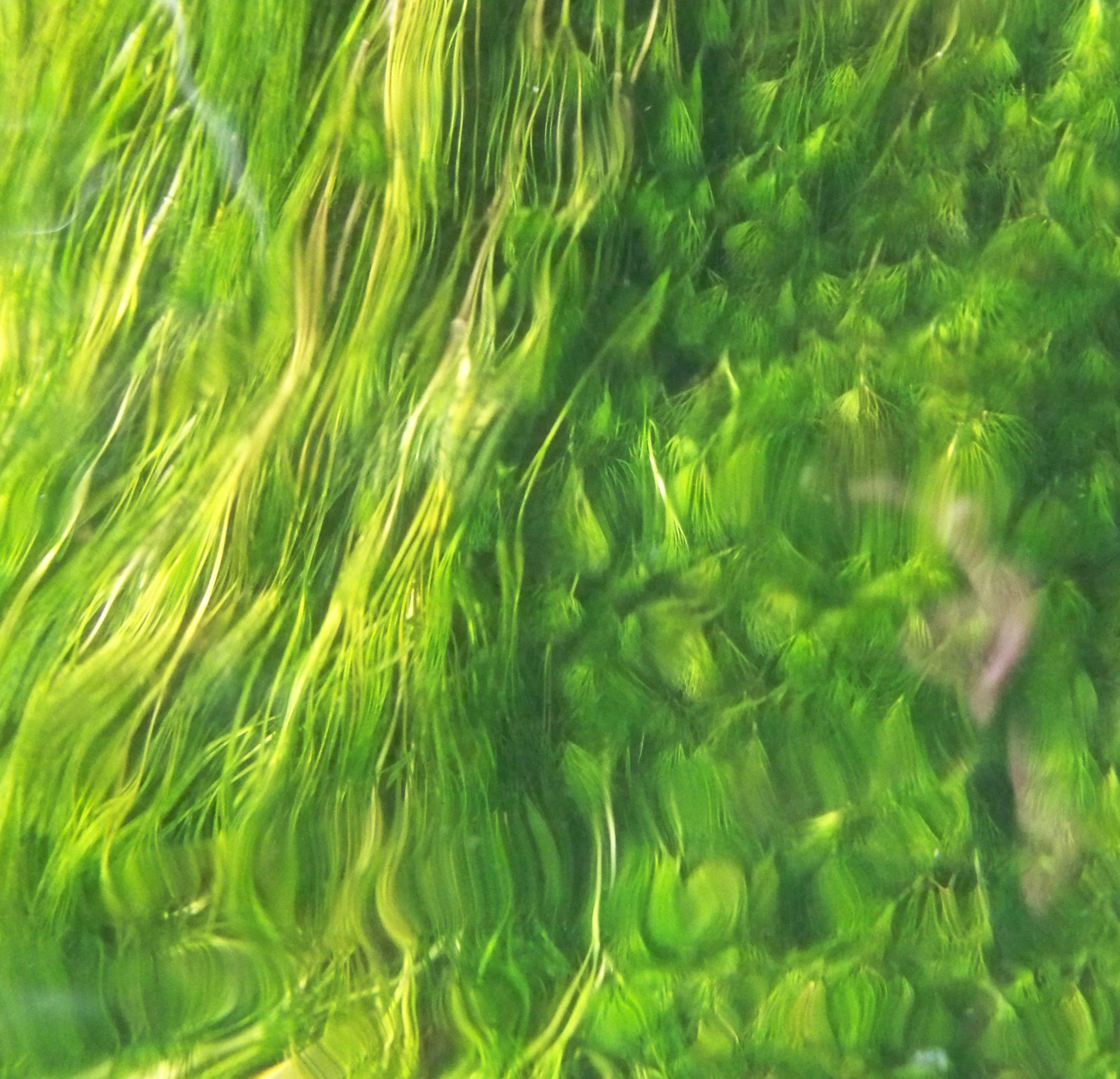
Zespół jaskra krążkolistnego na stosunkowo nietypowym siedlisku – szybko płynącej rzece – sąsiadujący z zespołem jaskra rzecznego (po lewej).

Zespół włosienicznika krążkolistnego, zespół jaskra krążkolistnego (Ranunculetum circinati) – syntakson słodkowodnych elodeidów w randze zespołu budowany głównie przez włosienicznika krążkolistnego. Należy do klasy zespołów Potametea.

## Charakterystyka
Stosunkowo bogate florystycznie zbiorowisko z przewagą elodeidów i różnym udziałem makrofitów o innej formie zanurzenia. Zajmuje wody o różnej głębokości (najczęściej od kilkudziesięciu cm do 2 m, czasem do 3 m), stojące i płynące – od cieków i starorzeczy po strefę infralitoralną jezior. Rzadko w wodach szybko płynących. Wymaga wód o odczynie obojętnym lub lekko zasadowym. Zwykle na podłożu organicznym, w ciekach i jeziorach przepływowych również na mineralnym. Zwykle sąsiaduje z innymi zbiorowiskami roślin zanurzonych lub nymfeidów, rzadziej szuwarami.
W sukcesji biocenoz wypiera płaty roślin zanurzonych np. Myriophyletum spicati, Potamogetonetum perfoliati, Potamogetonetum pectinati i jest zastępowane przez płaty ekspansywnych roślin zanurzonych, jak Elodeetum canadensis czy Ceratophylletum demersi i o liściach pływających.
Występowanie
W Polsce na terenie całego kraju. Mimo że budujący je jaskier krążkolistny jest stosunkowo częsty, jego płaty tworzące samodzielne zbiorowisko są stosunkowo rzadkie.
Charakterystyczna kombinacja gatunków
ChAss. : jaskier (włosienicznik) krążkolistny Ranunculus circinatus.
ChAll. : jezierza giętka Najas flexilis, rdestnica grzebieniasta Potamogeton pectinatus, rdestnica przeszyta Potamogeton perfoliatus, rdestnica drobna Potamogeton pusillus, rdestnica włosowata Potamogeton trichoides.
ChCl., ChO. : jaskier (włosienicznik) krążkolistny Ranunculus circinatus, rogatek sztywny Ceratophyllum demersum, rogatek krótkoszyjkowy C. submersum, moczarka kanadyjska Elodea canadensis, wywłócznik kłosowy Myriophyllum spicatum, wywłócznik okółkowy M. verticillatum, rdestnica ściśniona Potamogeton compressus, rdestnica kędzierzawa Potamogeton crispus, rdestnica połyskująca P. lucens, rdestnica ściśniona P. compressus, pływacz zwyczajny Utricularia vulgaris.
Typowe gatunki
Charakterystyczna kombinacja gatunków zbiorowiska ma znaczenie dla diagnostyki syntaksonomicznej, jednak nie wszystkie składające się na nią gatunki występują często. Dominantem jest jaskier krążkolistny. Inne częściej występujące gatunki to: moczarka kanadyjska, rogatek sztywny, wywłócznik kłosowy, grążel żółty, rdestnica przeszyta, rzęsa trójrowkowa.